# سفارة بلغاريا في روسيا
سفارة بلغاريا في روسيا هي أرفع تمثيل دبلوماسي لدولة بلغاريا لدى روسيا. تقع السفارة في موسكو وهي تهدف لتعزيز المصالح البلغارية في روسيا.

## وصلات خارجية
- قائمة سفارات بلغاريا
- قائمة السفارات في روسيا